# Ягільницький кінний завод
Ягíльницький кінний завóд — державний кінний завод в Ягільниця Чортківського району Тернопільської області, Україна. Заснований у 1939 р. Розводить коней української верхової, новоолександрівської ваговозної та арабської порід. Єдине господарство в державі, де вирощують коней УВП солової масті.

## Історія
Організоване 1939, розміщується у націоналізованому панському маєтку (894 га орної землі).
Під час німецько-радянської війни господарство зруйноване, в травні 1944 відновив роботу (3327 га землі, 9 голів ВРХ, 56 коней).
Нині в користуванні 3591 га землі, з них 3216 га — орної.
На території заводу створено музей історії господарства, працює кінно-спортивна школа (керівник майстер спорту О. Тригубенко).
Ягільницькі коні — чемпіони й рекордисти виставок народного господарства СРСР і УРСР, високо оцінюються на міжнародних аукціонах.
Серед працівників заводу — майстер кінного спорту СРСР М. Нетяга.
В кінці жовтня 2017 року, із Києва працівники отримали наказ ліквідувати півсотні коней.

## Основні виробничі напрямки
- конярство
- розведення племінних верхових порід для народного господарства
- розведення для кінного спорту та на експорт, зокрема арабської, нової української верхової породи та російських важковиків

## Директори
- В. Дудар
- І. Садовський
- М. Жежер

Голова спеціальної селекційної справи П. Дейнека.